# Midas (BRT)
Midas is een Vlaamse televisieserie uit 1967/1968. De titel verwijst naar een Griekse legende. De serie werd geregisseerd door de acteur Senne Rouffaer in samenwerking met Bert Struys en werd uitgezonden van 1 november 1967 tot mei 1968 bij de BRT.
Ter gelegenheid van "50 Jaar Vlaamse Televisie" werd deze serie wederom heruitgezonden op VRT 1.
De reeks werd in 2010 uitgebracht op dvd.

## Het verhaal
Peter Paracelsus is een genie dat werkt bij Chematon, een chemisch bedrijf van Dirk 'Didi' Donders. Op een gegeven moment ontdekt hij een formule waarmee je goud kunt maken; zo wordt hij een moderne Midas. De IVIS (Internationale Vereniging voor Industriële Spionage) vindt dat zeer interessant en stuurt twee spionnen (Renée en de onhandige Blabber) om de uitvinding te stelen. Voor Paracelsus en zijn familie begint een spannend avontuur, waarbij ze hulp krijgen van Inspecteur Renneville van Interpol. Aan het einde wil zelfs de regering hem verplichten om voor hen goud te maken, maar Paracelsus was hierop voorbereid en verspreidde de formule naar een 150 landen, waardoor goud waardeloos zou worden.

## Rolverdeling
| Acteur            | Personage                 |
| ----------------- | ------------------------- |
| Rik Andries       | Peter Paracelsus          |
| Cyriel Van Gent   | Dirk 'Didi' Donders       |
| Elvire De Prez    | Caroline Paracelsus       |
| Siegfried de Moor | Gertje Paracelsus         |
| Kris Smet         | Renée de spionne          |
| Jef Cassiers      | Blabber de spion          |
| Chris Lomme       | Betty                     |
| Diane de Ghouy    | Emma Donders              |
| Janine Bischops   | Pim Donders               |
| Vic Moeremans     | Inspecteur Renneville     |
| Herman Bruggen    | Ploegbaas Stefan Kowalsky |
| Eve Takebayashi   | Lotusknop                 |
| Walter Claessens  | Big Boss                  |
| John Geentjens    | Sanchez                   |
| Jo De Meyere      | Ali                       |
| Walter Moeremans  | Pedro                     |
| Yoshito Watanabe  | Tamaru                    |
| Jan Reusens       | Takeo                     |
| Coen Pronk        | Hiro                      |
| Jaak Van Hombeek  | Napoleon                  |
| Alex Cassiers     | Manuel                    |
| Fanny Steenacker  | Moemoe                    |
| Louis Vervoort    | Dienaar                   |
| John Mertens      | Doc                       |

## Trivia
- Midas past in het rijtje van voorgangers als Kapitein Zeppos en Axel Nort.
- Deze televisieserie is nooit echt een groot succes geworden.[bron?]
- Het verhaal verscheen ook in boekvorm, van de hand van Lo Vermeulen. Het is een uitgave in twee delen verluchtigd met foto's uit de televisieserie.